# Pantanal de Epu-Kakerdi
O Pantanal de Epu-Kakerdi (em estoniano:  Epu-Kakerdi soostik) é um complexo de zonas húmidas na Estónia Central. O complexo é uma das maiores zonas húmidas da Estónia.
A área do complexo é de 39.000 hectares.
Parte do complexo está sob proteção (Área de Conservação da Paisagem Kõrvemaa).
O complexo integra o paul de Kakerdaja, o paul de Kautla, entre outros.